# Horace Rawlins

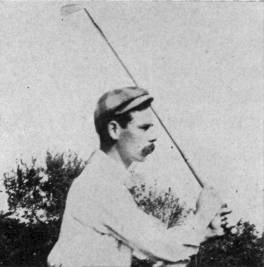
Horace Rawlins

Horace Rawlins (1874-1940) var en engelsk professionell golfspelare som vann den första upplagan av US Open på Newport Rhode Island Golf Club 1895.
Rawlins var 21 år gammal och kom till Newport Club i januari 1895 som medhjälpare för att se och lära sig till greenkeeper. Den första US Open som spelades var en endagstävling som spelades direkt efter tredagarstävlingen U.S. Amateur Championship som fick betydligt mer publicitet på den tiden. Rawlins vann 150 dollar, en golfmedalj värd 50 dollar samt US Open-pokalen som gick till hans klubb.
Rawlins vann ingen annan majortävling. Han var även med och designade golfbanor.
| Majorsegrare genom tiderna                                                                                       |                   |                |              |                  |
| 200 olika spelare har vunnit i herrarnas majortävlingar. Horace Rawlins var den 20:e spelaren som vann en major. |                   |                |              |                  |
| 1:a | 19:e              | 20:e           | 21:a         | 200:e            |
| Willie Park Sr                                                                                                   | John Henry Taylor | Horace Rawlins | James Foulis | Louis Oosthuizen |
| Lista över golfens majorsegrare                                                                                  |                   |                |              |                  |